# 平滑沙群海葵
平滑沙群海葵（学名：Palythoa liscia）为鞘群海葵科沙群海葵属的动物。分布于印度、东非、好望角以及南海西沙群岛等，常生活于覆盖在珊瑚礁石上。